# Duben 2024
Toto je archivovaný článek z portálu Aktuality.
1. dubna – pondělí
 Cílený úder izraelského letectva na íránský konzulát v syrském Damašku usmrtil několik lidí včetně velitele Jednotek Quds Mohammada Rezy Zahádího. 
2. dubna – úterý
 Nálet izraelského letectva na humanitární konvoj organizace World Central Kitchen v Pásmu Gazy usmrtil sedm lidí. 
3. dubna – středa
 Novým hejtmanem Moravskoslezského kraje byl zvolen Josef Bělica, nastupující po rezignaci Jana Krkošky. 
 V 8 hodin ráno místního času zasáhlo Tchaj-wan silné zemětřesení s magnitudem >7. 
5. dubna – pátek
 V ruském městě Orsk se protrhla hráz regulující řeku Ural. Následné záplavy zasáhly na 4 tisíce budov a 10 tisíc lidí. 
 Rada OSN pro lidská práva schválila rezoluci odsuzující působení Izraele v Pásmu Gazy srovnatelné s etnickými čistkami, vyzvala k okamžitému příměří a zastavení dodávek zbraní Izraeli. 
6. dubna – sobota
 Novým prezidentem Slovenska a nástupcem dosavadní prezidentky Zuzany Čaputové byl zvolen Peter Pellegrini. 
 Mexiko přerušilo diplomatické styky s Ekvádorem poté, co ekvádorská policie vtrhla na mexické velvyslanectví v Quitu, aby zadržela bývalého ekvádorského viceprezidenta Jorge Glase. 
7. dubna – neděle
 Izraelská armáda oznámila stažení většiny jednotek z jihu Pásma Gazy a města Chán Júnis, na místě ponechala pouze brigádu Nachal. 
 Mezinárodní agentura pro atomovou energii oznámila, že v areálu Záporožské jaderné elektrárny vybuchl vojenský dron, a vyzvala ke zdrženlivosti a zachování jaderné bezpečnosti. 
9. dubna – úterý
 Simon Harris byl jmenován novým irským premiérem. 
10. dubna – středa
 Poslanecká sněmovna PČR schválila nové vymezení znásilnění v trestním zákoníku jako nesouhlasného pohlavního styku. 
11. dubna – čtvrtek
 Z ruského kosmodromu Vostočnyj poprvé odstartovala raketa Angara 5. 
13. dubna – sobota
 Íránské revoluční gardy vyslaly z íránského území kolem 300 dronů Šáhid a balistických raket k útoku na Izrael. 
 Český premiér Petr Fiala byl popáté zvolen předsedou Občanské demokratické strany (ODS), neměl protikandidáta. 
 Tomio Okamura byl na celostátní konferenci českého opozičního hnutí Svoboda a přímá demokracie (SPD) znovu zvolen předsedou, neměl protikandidáta. 
 Mons. Josef Nuzík byl uveden do úřadu arcibiskupa v Arcidiecézi olomoucké. 
15. dubna – pondělí
 Český premiér Petr Fiala se během státní návštěvy USA setkal v Bílém domě s americkým prezidentem Joem Bidenem. 
 U soudu v New Yorku začal trestní proces s bývalým americkým prezidentem Donaldem Trumpem ve věci falšování účetních záznamu kvůli nepřiznané platbě Stephanie Cliffordové. 
17. dubna – středa
 Erupce indonéské sopky Ruang způsobila evakuaci tisíců lidí. Vláda vyhlásila varování před vlnou tsunami. 
18. dubna – čtvrtek
 Spojené státy americké vetovali rezoluci v Radě bezpečnosti OSN podporující plné členství Státu Palestina v OSN. 
19. dubna – pátek
 Izraelské vojenské letectvo provedlo úder proti cílům v íránské provincii Isfahán. 
20. dubna – sobota
 Americká Sněmovna reprezentantů schválila sérii zákonů umožňujících podporu Ukrajiny v hodnotě 61 miliard dolarů, Izraele v hodnotě 26 miliard dolarů a Tchaj-wanu v hodnotě osmi miliard. 
 Sněmovna reprezentantů schválila zákon umožňující případný zákaz mobilní aplikace TikTok. 
23. dubna – úterý
 Muzeum romské kultury otevřelo Památník holokaustu Romů a Sintů v Čechách na místě bývalého koncentračního tábora v Letech u Písku. 
 Americký senát schválil sérii zákonů umožňujících podporu Ukrajiny v hodnotě 61 miliard dolarů, Izraele v hodnotě 26 miliard dolarů a Tchaj-wanu v hodnotě osmi miliard. 
24. dubna – středa
 Americký prezident Joe Biden podepsal zákony umožňující podporu Ukrajiny, Izraele a Tchaj-wanu v celkové výši 95 miliard dolarů. 
 Vláda Roberta Fica schválila návrh zákona o televizi a rozhlase, kritizovaný coby nástroj k politickému ovládnutí slovenských veřejnoprávních médií. 
25. dubna – čtvrtek
 Haitský premiér Ariel Henry rezignoval na svou funkci. Výkonnou moc v zemí převzala Přechodná prezidentská rada. 
 Helena Langšádlová oznámila, že podá demisi na svou funkci ministryně pro vědu a výzkum ve vládě Petra Fialy. 
27. dubna – sobota
 Výbor České obce sokolské zvolil novým starostou Martina Chlumského. 
29. dubna – pondělí
 Skotský premiér Humza Yousaf rezignoval na svou funkci a také na funkci předsedy Skotské národní strany. 
 Národní centrála proti organizovanému zločinu odložila vyšetřování výbuchů muničních skladů ve Vrběticích. Podezřelí jsou příslušníci ruské GRU. 